# Mega Monster Movie
Mega Monster Movie ist eine US-amerikanische Horrorfilm-Parodie aus dem Jahr 2009.

## Handlung
Stan Helsing ist ein Videothekmitarbeiter, der an Halloween mit seinen Freunden in eine Stadt gelangt, in der Parodien von Freddy Krueger, Chucky, Leatherface, Jason, Pinhead und Michael Myers ihr Unwesen treiben. Er erfährt, dass er ein Nachfahre Abraham van Helsings ist und muss versuchen, zu überleben.

## Parodierte Filme
Stan Helsing parodiert eine Reihe von Filmen und Fernsehserien,
die nachfolgend genannt werden:
- Van Helsing
- A Nightmare on Elm Street
- Freitag der 13.
- Halloween
- Blutgericht in Texas
- Hellraiser – Das Tor zur Hölle
- Chucky – Die Mörderpuppe
- Saw
- Scream – Schrei!
- Der Exorzist
- Ich weiß, was du letzten Sommer getan hast
- Friedhof der Kuscheltiere
- Man's Best Friend
- Das Halloween Monster
- Jeepers Creepers – Es ist angerichtet
- Das letzte Haus links
- Hitcher, der Highway Killer / The Hitcher

## Produktion und Veröffentlichung
Der Film wurde von Boz Productions und Insight Productions unter der Regie von Bo Zenga produziert. Bo Zenga schrieb ebenso das Drehbuch, die Musik komponierte Ryan Shore. Verantwortlicher Kameramann war Robert C. New, das Filmediting geschah durch Dennis M. Hill und Sterling Scott.
Erstveröffentlichung des Films war am 21. Oktober 2009 in Finnland auf DVD. Es folgten unter anderem die USA, Kanada, Russland und die Niederlande.

## Rezeption
Bei Rotten Tomatoes sind nur drei der 21 Kritiken positiv, dadurch ist der Film zertifiziert rotten (englisch für ‚verfault‘). Die Durchschnittsbewertung liegt bei 2,9/10.
Los Angeles Times: „Like garlic, holy water and silver bullets for our mythic evildoers, "Stan Helsing" is a surefire repellent to any good time.“ (Robert Abele) (englisch für „Wie Knoblauch, Weihwasser und Silberkugeln auf mythische Bösewichte wirken, so wirkt "Stan Helsing" als todsicheres Abwehrmittel gegen jede schöne Zeit.“)
„If ‘Stan’ does nothing else, it should at least get its four leads some attention.“ (englisch für „Wenn ‚Stan‘ sonst nichts tut, sollte er wenigstens seinen vier Hauptdarstellern etwas Aufmerksamkeit entgegenbringen.“) – Variety